# Paymaster-General
Paymaster-General (Skarbnik Generalny) – brytyjski urząd w Skarbie Jej Królewskiej Mości (Her Majesty’s Treasury), powstał w 1836 r.

## Lista osób sprawujących funkcję Paymaster-General
- 1836–1841: Henry Parnell, 1. baronet
- 1841–1841: Edward Stanley
- 1841–1845: Edward Knatchbull
- 1845–1846: William Baring
- 1846–1848: Thomas Babington Macaulay
- 1848–1852: Granville Leveson-Gower, 2. hrabia Granville
- 1852–1852: Edward Stanley, 2. baron Stanley of Alderley
- 1852–1852: Charles Abbot, 2. baron Colchester
- 1853–1855: Edward Stanley, 2. baron Stanley of Alderley
- 1855–1855: Edward Pleydell-Bouverie
- 1855–1858: Robert Lowe
- 1858–1859: Richard Hely-Hutchinson, 4. hrabia Donoughmore
- 1859–1859: Algernon Percy, lord Lovaine
- 1859–1859: James Wilson
- 1859–1860: William Cowper
- 1860–1865: William Hutt
- 1865–1866: George Goschen
- 1866–1866: William Monsell
- 1866–1868: Stephen Cave
- 1868–1872: Fredercik Hamilton-Blackwood, 1. hrabia Dufferin
- 1872–1873: Hugh Childers
- 1873–1874: William Adam
- 1874–1880: Stephen Cave
- 1880–1885: George Glyn, 2. baron Wolverton
- 1885–1886: Frederick Lygon, 6. hrabia Beauchamp
- 1886–1886: Thomas Hovell-Thurlow-Cumming-Bruce, 5. baron Thurlow
- 1886–1887: Frederick Lygon, 6. hrabia Beauchamp
- 1887–1889: Adelbert Brownlow, 3. hrabia Brownlow
- 1889–1890: Victor Child-Villiers, 7. hrabia Jersey
- 1890–1892: Robert Windsor-Clive, 14. baron Windsor
- 1892–1895: Charles Seale-Hayne
- 1895–1899: John Hope, 7. hrabia Hopetoun
- 1899–1902: Charles Spencer-Churchill, 9. książę Marlborough
- 1902–1905: Savile Crossley
- 1905–1910: Richard Causton, 1. baron Southwark
- 1910–1912: Ivor Guest, 1. baron Ashby St. Ledgers
- 1912–1915: Edward Strachey, 1. baron Strachie
- 1915–1916: Thomas Legh, 2. baron Newton
- 1916–1916: Arthur Henderson
- 1916–1919: Joseph Compton-Rickett
- 1919–1922: John Tudor Walters
- 1923–1923: Neville Chamberlain
- 1923–1923: William Joynson-Hicks
- 1923–1924: Archibald Boyd-Carpenter
- 1924–1924: Harry Gosling
- 1925–1928: George Sutherland-Leveson-Gower, 5. książę Sutherland
- 1928–1929: Richard Onslow, 5. hrabia Onslow
- 1929–1931: Sydney Arnold, 1. baron Arnold
- 1931–1931: John Tudor Walters
- 1931–1935: Ernest Lamb, 1. baron Rochester
- 1935–1938: Robert Hutchison, 1. baron Hutchison
- 1938–1939: Geoffrey FitzClarence, 5. hrabia Munster
- 1939–1939: Edward Turnour, 6. hrabia Winterton
- 1940–1940: Robert Gascoyne-Cecil, wicehrabia Cranborne
- 1941–1942: Maurice Hankey, 1. baron Hankey
- 1942–1942: William Jowitt
- 1942–1945: Frederick Lindemann, 1. baron Cherwell
- 1946–1947: Arthur Greenwood
- 1947–1948: Hilary Marquand
- 1948–1949: Christopher Addison, 1. wicehrabia Addison
- 1949–1951: Gordon Macdonald, 1. baron Macdonald
- 1951–1953: Frederick Lindemann, 1. baron Cherwell
- 1953–1955: George Douglas-Hamilton, 10. hrabia Selkirk
- 1956–1957: Walter Monckton
- 1957–1959: Reginald Maudling
- 1959–1961: Percy Mills, 1. baron Mills
- 1961–1962: Henry Brooke
- 1962–1964: John Boyd-Carpenter
- 1964–1967: George Wigg
- 1968–1968: Edward Shackleton, baron Shackleton
- 1968–1969: Judith Hart
- 1969–1970: Harold Lever
- 1970–1973: David Eccles, 1. wicehrabia Eccles
- 1973–1974: Maurice Macmillan
- 1974–1976: Edmund Dell
- 1976–1979: Shirley Williams
- 1979–1981: Angus Maude
- 1981–1981: Francis Pym
- 1981–1983: Cecil Parkinson
- 1984–1985: John Gummer
- 1985–1987: Kenneth Clarke
- 1987–1989: Peter Brooke
- 1989–1990: Malcolm Sinclair, 20. hrabia Caithness
- 1990–1990: Richard Ryder
- 1990–1992: John Ganzoni, 2. baron Belstead
- 1992–1994: John Cope
- 1994–1996: David Heathcoat-Amory
- 1996–1996: David Willetts
- 1996–1997: Michael Bates
- 1997–1999: Geoffrey Robinson
- 1999–2007: Dawn Primarolo
- 2007–2010: Tessa Jowell
- 2010–2015: Francis Maude
- 2015–2016: Matt Hancock
- 2016–2017: Ben Gummer
- 2017–2019: Mel Stride
- 2019: Jesse Norman
- 2019–2020: Oliver Dowden
- 2020–2021: Penny Mordaunt
- 2021–2022: Michael Ellis(inne języki)
- 2022: Edward Argar(inne języki)
- 2022: Chris Philp(inne języki)
- 2022–2023: Jeremy Quin(inne języki)
- 2023–2024: John Glen
- od 2024: Nick Thomas-Symonds(inne języki)